# Geir Digerud
Geir Digerud (* 19. Mai 1956 in Oslo) ist ein ehemaliger norwegischer Radsportler und Teilnehmer der Olympischen Spiele, der in der 1970er und 1980er Jahren aktiv war.

## Erfolge
Bereits bei den Junioren stellte er seine herausragenden Qualitäten im Zeitfahren unter Beweis und wurde 1973 und 1974 norwegischer Meister in dieser Disziplin. Auch in der Männerklasse errang er zwischen 1975 und 1980 jeweils den Titel. Norwegischer Meister im Straßenrennen konnte er 1977 bis 1979 werden. 1976 gewann er das Rennen Roserittet. 
1976 vertrat er Norwegen bei den Olympischen Spielen in Montreal und wurde dort 55. im olympischen Straßenrennen und 8. im Mannschaftszeitfahren. In dieser Disziplin konnte er mit Jostein Wilmann, Hans Petter Ødegård und Morten Sæther die Bronzemedaille bei den UCI-Straßen-Weltmeisterschaften 1979 gewinnen. Beide Titel (Straßenrennen und Mannschaftszeitfahren) holte er bei den Skandinavischen Meisterschaften 1979. An der Internationalen Friedensfahrt nahm er einmal – 1976 – teil. Er schied gemeinsam mit weiteren 20 Fahrern auf der legendären Unwetteretappe bei Eis, Schneefall und Kälte von Tatranská Lomnica nach Kraków aus. Digerud startete für Birkenes IL und SK Rye Oslo.
Den Kongepokal (Königspokal), der für die beste sportliche Leistung bei norwegischen Meisterschaften vergeben wird, erhielt Digerud von 1976 bis 1980.
1980 gewann er mit der Österreich-Rundfahrt eines der schwersten Etappenrennen für Amateure. Nach diesem Erfolg wechselte er ins Profilager. Er war in Italien für Magniflex und Campagnolo-Atala aktiv. Sein bestes Ergebnis war ein dritter Platz bei der Trofeo Baracchi 1981. Zweimal (1981 und 1982) startete er als Profi bei den UCI-Weltmeisterschaften, beendete beide Male das Rennen aber nicht. 1983 beendete er seine Laufbahn.

## Privates
Geir Digerud ist der Sohn von Per Digerud, der in den 1950er Jahren als Radsportler aktiv und ebenfalls mehrfacher norwegischer Meister war.